# 和田浩一
和田 浩一（わだ こういち、1964年〈昭和39年〉1月10日 - ）は、日本の運輸・国土交通官僚。

## 経歴
埼玉県出身。開成中学校・高等学校を経て、1986年3月に東京大学法学部を卒業。国家公務員採用Ⅰ種試験(法律)に合格して、翌1987年4月に運輸省入省。
2017年7月7日、国土交通省航空局次長に就任。森友学園問題では、当時の太田充財務省理財局長と蝦名邦晴航空局長との間で協議があった事実を認めるとともに、調査を進めるなどした。
2019年7月9日、国土交通省航空局長に就任。羽田空港の新飛行ルートの開始に向けた環境整備や、新型コロナウイルス感染症の流行への対等にあたるなどした。
2021年7月1日、観光庁長官に就任。
2023年（令和5年）7月4日、退任。

## 年譜
基本的な出典
- 1986年
  - 03月：東京大学法学部卒業
  - 04月：運輸省入省
- 1992年03月：運輸省北海道運輸局企画部地域交通企画課長
- 1993年04月：運輸省航空局飛行場部新東京国際空港課整備推進室調整官
- 1995年04月：運輸省海上保安庁警備救難部警備第二課補佐官
- 1996年08月：国際観光振興会ロンドン観光宣伝事務所
- 1998年09月：運輸省運輸政策局情報管理部情報企画課補佐官
- 2000年08月：運輸省航空局監理部航空事業課補佐官
- 2001年01月：国土交通省航空局監理部航空事業課長補佐
- 2002年07月：国土交通省近畿運輸局自動車交通部長
- 2004年04月：国土交通省大臣官房総務課企画官（海事局）
- 2005年10月：国土交通省大臣官房人事課企画官
- 2007年07月：国土交通省航空局飛行場部関西国際空港・中部国際空港監理官
- 2008年
  - 07月：国土交通省航空局空港部関西国際空港・中部国際空港監理官
  - 09月：国土交通省大臣官房付（中山成彬国土交通大臣秘書官事務取扱）
  - 09月：国土交通省大臣官房付（金子一義国土交通大臣秘書官事務取扱）
- 2009年09月16日：国土交通省観光庁観光地域振興部観光資源課長[11]
- 2011年10月01日：国土交通省大臣官房広報課長[12]
- 2012年09月11日：国土交通省航空局航空ネットワーク部 首都圏航空課長[13]
- 2015年07月31日：国土交通省航空局航空ネットワーク部長[14]
- 2017年07月07日：国土交通省航空局次長[3]
- 2018年
  - 07月31日：観光庁次長[15]
  - 07月：（併）内閣官房内閣審議官（内閣官房副長官補付）
  - 07月：（命）内閣官房観光戦略実行推進室次長
  - 07月：（命）内閣官房歴史的資源を活用した観光まちづくり連携推進室審議官（～2018年9月）
- 2019年07月09日：国土交通省航空局長[16]
- 2021年07月01日：観光庁長官[17]
- 2023年07月04日：辞職[10]